# World of Tanks
World of Tanks is een gratis te downloaden online spel waarmee gesimuleerde tankgevechten tussen spelers gevoerd kunnen worden. Het spel werd in Europa uitgebracht voor Microsoft Windows op 12 april 2011. Later, op 12 februari 2014, werd het spel ook uitgebracht voor de Xbox 360 onder de naam World of Tanks: Xbox 360 Edition. In 2015 kwam bovendien de versie voor Android en iOS beschikbaar. Er bestaat ook World of Tanks Blitz wat een kortere gameplay kent.
Spelers verdienen in een game credits en ervaringspunten (xp) waarmee nieuwe onderdelen en nieuwe tanks gekocht kunnen worden, of uitrusting en verbruiksmiddelen. De tankmodellen komen voor het grootste deel uit de jaren 30 tot 60. Het spel wordt regelmatig bijgewerkt met nieuwe tanks, nieuwe speelvelden, betere graphics, nieuwe spelmodi etc.
Er zijn vijf soorten tanks: de zware tank (heavy), de middelzware tank (medium), de lichte tank (light), de tankjager (tankdestroyer) en artillerie. Iedere soort heeft specifieke eigenschappen welke de tank voor- en nadelen kunnen geven op allerlei gebieden, zoals de mate van bepantsering, schietsnelheid, nauwkeurigheid etc.

## Spelvarianten
Er zijn meerdere spelvarianten.

###### Willekeurige gevechten
In standaard willekeurige gevechten worden er twee teams samengesteld van ieder 15 spelers, rekening houdend met het niveau ('tier') van de tank en de soort tank. Ieder team heeft een basis met een vlag, en de winnaar is het team dat de vlag heeft veroverd (een bepaalde tijd in de vlagcirkel overleven) of als het gehele vijandelijke team uitgeschakeld (vernietigd) is. Aan dit soort gevechten kan je met elke tier mee doen.

###### Confrontatiemodus
Er is een confrontatiemodus waarbij beide teams dezelfde vlag moeten veroveren ofwel elkaar vernietigen om te winnen. Voor al de gevechten is de maximum tijdsduur 15 minuten.

###### Verdedig modus
Er is ook een verdedigmodus, hierbij heeft een van de teams een vlag die ze moeten verdedigen voor tien minuten of ze moeten alle tegenstanders vernietigen.

###### Aanval modus
Ook is er nog de aanval modus, dit is de zelfde modus als hierboven maar dan moet het team de vlag proberen te veroveren of de rest van het vijandige team uitschakelen.

###### Clanwars
Andere varianten zijn: clanwars, waarin groepen (clans) spelers tegen elkaar strijden om territorium op een wereldkaart, special battle  (speciaal gevecht), die alleen is geactiveerd met clanwars, toernooien en kampioenschappen, een tankcompany battle, waarin de spelers zelf een team mogen vormen dat ingedeeld gaat worden tegen een willekeurig ander team op een bepaald niveau.

###### Teambattle
Sinds november 2013 is er ook een nieuwe spelvariant bijgekomen "teambattle" in deze  spelvariant kunnen zelf gemaakte teams van 7 spelers tegen een ander team van 7 spelers tegen elkaar spelen. Vaak wordt dit door de clans gespeeld als oefening voor de clanwars.

###### Traininggevechten
Ook is er een oefenmodus, waarin een groep spelers zelf een speelveld kan kiezen en teams kan indelen. Oefenmodus wordt door clans gebruikt om taktieken uit te proberen (voor in de schermutselingen en in clan-wars of teamgevechten) en kan ook gebruikt worden om eigenschappen van een tank te leren kennen of een map te verkennen. Het nadeel van de oefenmodus is dat er geen speelgeld of ervaringspunten mee verdiend kunnen worden, Je verliest alleen maar geld vanwege reparatie en kogel kosten.

###### Stronghold
In patch 9.2 is er ook een nieuwe spelmodus toegevoegd: Strongholds ofwel schermutselingen. Het is een toevoeging voor clans waarmee de clan een virtuele basis kan opbouwen, welke dan weer extra credits of ervaring oplevert of bruikbaar is op de wereldmap van clan-wars.

## Tanks
Er zijn tanks van bepaalde landen: de Verenigde Staten, (nazi-)Duitsland, de Sovjet-Unie, Frankrijk, Verenigd Koninkrijk, China, Japan, Tsjecho-Slowakije, Zweden, Polen en Italië. De meeste tanks komen uit de eerste vijf landen. De tanks die in het spel voorkomen zijn afgeleid van echte tanks of blueprints ervan. Verder heeft het spel zogeheten Premium Tanks, tanks die meer speelgeld (credits) en meer ervaringspunten (experience) verdienen. Premium tanks kunnen in de online shop worden gekocht, er hoeft niet een lijn van tanks uitgespeeld te worden om een premium tank vrij te spelen, zoals dat met de andere tanks gaat.
De tanks zijn onderverdeeld in tiers 1-10, dit zijn niveaus van tank-technologie. Zo kan een speler die net begint met zijn tier 1-tank niet terechtkomen in een tier 10-gevecht met heel geavanceerde tanks. Je kunt in een normaal gevecht wel met drie verschillende tiers in het spel zitten.
Verder heeft het spel ook nog naast gewoon speelgeld (credits), goud (gold). Goud is alleen te verkrijgen door online aan te kopen met echt geld, of te verdienen met clanwars en speciale missies. Met goud kan men premium tanks of extra garageruimte kopen om meer tanks te bezitten. ook kan je er emblemen en kleuren voor op je tank mee kopen
In een gevecht komen in beide teams tanks van alle landen voor, het is dus niet zo dat slechts twee landen tegen elkaar strijden. Dit omdat elk land zijn eigen slechte en goede eigenschappen met zich meebrengt, en om nationalistische gevoelens niet onnodig aan te moedigen.
Tanks kunnen worden ingedeeld in klassen:
- lichte tanks (light tanks);
  - Over het algemeen hele snelle, kleine tanks met weinig bepantsering; handig voor verstoppen en vijanden observeren (ook wel "spotten" genoemd). Deze tanks worden vaak 'scouts' of 'spotters' genoemd;
- middelzware tanks (medium tanks);
  - deze tanks hebben over het algemeen overal een gemiddelde score voor. daarom zijn ze erg breed inzetbaar;
- zware tanks (heavy tanks);
  - (Zwaar)bepantserde en goed bewapende tanks, variërend gewicht tussen de 29,2 ton tot 190 ton, waardoor ze meestal traag zijn;
- tankjagers (tank destroyers);
  - Tanks die meestal gebaseerd zijn op de drie bovengenoemde tanks, maar dan met een kanon dat zo zwaar is, dat hij in een open opbouw zit of in een kazematgeschutskoepel;
- gemechaniseerde artillerie (self-propelled gun);
  - Licht bepantserde, zwakke en meestal trage tanks. Qua uiterlijk verwant aan de antitankvoertuigen, maar dan met een uiterst krachtig krombaangeschut, in tegenstelling tot het gebruikelijke vlakbaangeschut.

In 2019 kreeg de Punkrockband The Offspring een eigen tank in het spel genaamd: “Pretty Fly” waarmee je in het spel als de bandleden Dexter Holland, Noodles, Todd Morse en Pete Parada

## Events

### Maandelijkse events
Elke maand zijn er een aantal evenementen.

###### Top of the tree
Elke maand is er één tier 10 tank die je met korting kan kopen.
Tier 1 t/m 5 50% korting op aanschaf voertuig.
Tier 5 t/m 8 30% korting op aanschaf voertuig.
Tier 9 t/m 10 20% korting op aanschaf voertuig.
De korting geldt alleen voor de credits, spelers moeten alsnog evenveel XP verzamelen om de tank te onderzoeken.
Bij de aanschaf van dat tier-10-voertuig krijgt de speler een bepaald aantal missies waarmee beloningen te verkrijgen zijn.